# Huang Xuan
Huang Xuan (en chino tradicional: 黃軒, chino simplificado: 黄轩, pinyin: Huáng Xuān), es un actor chino.

## Biografía
Es hijo de Huang Yanping.
Estudió en el "Beijing Dance Academy" de donde se graduó en el 2008.
En el 2016 salió con la actriz surcoreana Song Ha-yoon.

## Carrera
Es miembro de la agencia "Qianyi Times".
El 8 de junio del 2012 apareció en la película First Time donde dio vida a Li Rao, el nuevo novio de Peng Wei (Cindy Yen).
En 2010 apareció en la película Driverless donde interpretó a Li Jia, mujeriego y corredor de coches.
En noviembre del 2015 se unió al elenco de la serie The Legend of Mi Yue donde interpretó a Huang Xie, Lord Chunshen, un noble y general del Estado de Chu.
El 13 de febrero del 2016 se unió al elenco principal de la serie The Imperial Doctress donde interpretó a Zhu Qiyu, el séptimo emperador de la dinastía Ming. El actor Wu Ze Jin Xi interpretó a Qiyu de pequeño.
El 21 de marzo del mismo año se unió al elenco principal de la serie Hunter donde dio vida a Ye Luqi, un talentoso detective.
El 24 de mayo del mismo año se unió al elenco principal de la serie The Interpreter donde interpretó a Cheng Jiayang, famoso traductor de francés, hasta el final de la serie el 19 de junio del mismo año.
El 16 de diciembre del mismo año se unió al elenco de la película The Great Wall donde dio vida al Comandante Deng, el encargado de la tropa "Deer".
En el 2017 apareció por primera vez como invitado en el programa Happy Camp junto a Xiong Ziqi, Mike D'Angelo, Mao Xiaotong, Zhong Chuxi, Miao Miao, Yang Caiyu y Li Xiaofeng.  
El 31 de marzo del mismo año se unió al elenco de la película Extraordinary Mission donde interpretó a Lin Kai, un oficial de policía encubierto que acepta una tarea para acabar con un sindicato de narcotraficantes desde adentro.
En noviembre del mismo año se unió al elenco principal de la serie Tribes and Empires: Storm of Prophecy donde dio vida a Muyun Sheng, el sexto Príncipe y el Príncipe Heredero Ningrui, un hombre que es mitad humano y mitad espíritu, que nació con una maldición, el de convertirse en el futuro Emperador y destruir el mundo, hasta el final de la serie en el 2018.
El 20 de diciembre del 2019 apareció como personaje principal de la película Only Cloud Knows.
El 18 de febrero del 2020 se unió al elenco principal de la serie Perfect Partner (完美关系) donde interpretó a Wei Zhe, un oficial de relaciones públicas independiente, hasta el 18 de marzo del mismo año.
El 9 de octubre del mismo año se unió al elenco principal de la serie Sniper donde da vida al francotirador Su Wenxian, hasta ahora.
En 2021 se unió al elenco principal de la serie Wind from Luoyang donde interpretará a Gao Bingzhu.

## Filmografía

### Series de televisión
| Año             | Título                                       | Personaje                     | Notas        |
| --------------- | -------------------------------------------- | ----------------------------- | ------------ |
| 2021 - presente | Wind from Luoyang                            | Gao Bingzhu                   | [ 10 ]       |
| 2020            | Sniper                                       | Su Wenxian                    | 57 episodios |
| 2020            | Perfect Partner                              | Wei Zhe                       | 51 episodios |
| 2018            | Entrepreneurial Age                          | Guo Xinnian                   | 40 episodios |
| 2017 - 2018     | Tribes and Empires: Storm of Prophecy        | Muyun Sheng, Príncipe Ningrui | 75 episodios |
| 2016            | The Interpreter                              | Cheng Jiayang                 | 44 episodios |
| 2016            | Hunter                                       | Det. Ye Luqi                  | 41 episodios |
| 2016            | The Imperial Doctress                        | Zhu Qiyu                      | 50 episodios |
| 2015            | The Legend of Mi Yue                         | Huang Xie, Lord Chunshen      |              |
| 2014            | Red Sorghum                                  | Zhang Junjie                  |              |
| 2013            | Woman Gang                                   | Fang Ge                       |              |
| 2013            | Love is Not For Sale                         | Zheng Mo                      | 37 episodios |
| 2012            | Tie Xue Nan Er Xia Ming Han (铁血男儿夏明翰) | Sun Yueze                     |              |
| 2011            | You Are My Happiness                         | Yan Xiaolei                   |              |
| 2011            | Dark War in the Dawn                         | Xiao Tianji                   |              |
| 2010            | The Dream of Red Mansions                    | Xue Ke                        |              |
| 2008            | Shai Xing Fu (晒幸福)                        | Chuan Zhang                   |              |
| 2007            | Zhen Qing Ren Sheng (真情人生)               | Liu Xiaohu                    |              |

### Películas
| Año  | Título                      | Personaje       | Notas |
| ---- | --------------------------- | --------------- | --- |
| 2022 | The Perfect Blue            | He Zhengzheng   | junto a Fan Bingbing, Li Qin, Wang Ziwen y Xin Zhilei                                                             |
| 2021 | The Battle At Lake Changjin | -               | |
| 2021 | 1921                        | Li Da           | junto a Han Dongjun, Ni Ni, Zhang Yunlong, Shawn Dou, Karry Wang y Zu Feng                                        |
| 2020 | Wu Hai (乌海)               | -               | junto a Yang Zishan y Tu Men                                                                                      |
| 2020 | Wonderful Friends           | -               | junto a Myolie Wu, Ni Ni, Du Haitao, Gao Taiyu y Xie Binbin                                                       |
| 2019 | Only Cloud Knows            | -               | junto a Yang Caiyu y Xu Fan                                                                                       |
| 2018 | Unserious Hero              | Wu Sen          | junto a Huang Xiaoming                                                                                            |
| 2017 | Legend of the Demon Cat     | Bai Letian      | junto a Shōta Sometani, Zhang Yuqi, Qin Hao, Hiroshi Abe, Keiko Matsuzaka, Oho Ou, Liu Haoran y Zhang Tian'ai     |
| 2017 | Youth                       | Liu Feng        | junto a Vivi Miao, Zhong Chuxi, Yang Caiyu y Li Xiaofeng                                                          |
| 2017 | Extraordinary Mission       | Lin Kai         | junto a Duan Yihong, Lang Yueting, Zu Feng, Xing Jiadong y David Wang                                             |
| 2016 | The Great Wall              | Comandante Deng | junto a Matt Damon, Jing Tian, Andy Lau, Willem Dafoe, Kenny Lin y Cheney Chen                                    |
| 2015 | Cities in Love              | Liu Chang       | junto a Yang Mi, Kai-Yuan Zheng, Jiang Shuying, Meng Li, Lee Hyun-jae, Sandrine Pinna , Joseph Chang y Ethan Juan |
| 2014 | Blue Sky Bones              | Chen Dong       | junto a Zhao Youliang, Ni Hongjie, Yin Fang, Huang Huan y Mao Amin                                                |
| 2014 | The Golden Era              | Luo Binji       | junto a Feng Shaofeng, Tang Wei, Zhu Yawen, Wang Kai, Wang Qianyuan y Yuan Quan                                   |
| 2014 | Breaking the Waves          | Zhao Jiafeng    | junto a Huang Xiao-ming, Joe Chen, Eric Tsang y Dong Xuan                                                         |
| 2014 | Blind Massage               | Xiao Ma         | junto a Guo Xiaodong, Qin Hao, Zhang Lei, Mei Ting y Huang Lu                                                     |
| 2013 | 白相                        | Wang Xuan       | |
| 2012 | Nightmare                   | Hao Dong        | |
| 2012 | First Time                  | Li Rao          | junto a Angelababy, Mark Chao, Jiang Shan, Cindy Yen, Allen Chao y Tian Yuan                                      |
| 2012 | Joyful Reunion              | Hou Yufan       | junto a Lan Cheng-lung, Huo Siyan, Kenneth Tsang, Jiang Mengjie y Li Qin                                          |
| 2011 | The Founding of a Party     | Liu Renjing     | junto a Liu Ye, Chen Kun, Li Qin, Huang Jue, Liao Fan, Chow Yun-fat y Qi Yuwu                                     |
| 2010 | Driverless                  | Li Jia          | junto a Liu Ye, Li Xiaoran, Gao Yuanyuan, Chen Jianbin, Ruby Lin y Wang Luodan                                    |
| 2009 | Spring Fever                | Ye Xiao         | junto a Qin Hao, Chen Sicheng, Tan Zhuo, Wu Wei y Jiang Jiaqi                                                     |
| 2009 | Chengdu, I Love You         | Li Hao          | junto a Anya Wu, Tan Weiwei y Guo Tao                                                                             |
| 2008 | 海下尖刀                    | Guo Xiaoyang    | |
| 2008 | The Shaft                   | Jing Sheng      | |

### Programas de variedades
| Año             | Programa                    | Notas                  |
| --------------- | --------------------------- | ---------------------- |
| 2020 - presente | Let's Shaka (夏日冲浪店)    | miembro                |
| 2018            | National Treasure Season 2  | (ep. #7) - invitado    |
| 2018            | Shake It Up                 | participante           |
| 2015, 2017      | Happy Camp                  | 4 episodios - invitado |
| 2015            | Wonderful Friends: Season 1 | invitado               |

### Revistas / sesiones fotográficas
| Año  | Título                         | Notas                                                 |
| ---- | ------------------------------ | ----------------------------------------------------- |
| 2020 | ELLE China                     | junto a Yang Zishan                                   |
| 2020 | L’Officiel Hommes China        | (publicación de marzo)                                |
| 2020 | Esquire China                  | (publicación de febrero)                              |
| 2020 | Madame Figaro China            | (publicación de enero)                                |
| 2019 | NEArt                          |                                                       |
| 2019 | NeufMode Magazine              | junto a Yang Caiyu                                    |
| 2019 | Dior Men                       |                                                       |
| 2019 | Men’s Uno China                | (publicación de octubre)                              |
| 2019 | Dior Men’s F/W 2019 Collection |                                                       |
| 2019 | ELLE Reading                   | (corto)                                               |
| 2018 | Harper’s Bazaar China          | junto a Fan Bingbing, Wang Ziwen, Xin Zhilei y Li Qin |

### Anuncios
| Año  | Título   | Notas |
| ---- | -------- | ----- |
| 2020 | Columbia |       |

### Eventos
| Año  | Título                                                         | Notas       |
| ---- | -------------------------------------------------------------- | ----------- |
| 2020 | Paris Fashion Week Men’s for the Dior Men F/W 2020 Runway Show |             |
| 2020 | 2019 China Literature Super IP Gala                            | en Shanghai |
| 2019 | Esquire China’s 16th Man At His Best Award                     |             |
| 2019 | 2019 Cosmo Glam Night                                          |             |
| 2019 | I Love You China                                               |             |

## Discografía

### Singles
| Año  | Canción                          | Álbum                                              | Notas                                       |
| ---- | -------------------------------- | -------------------------------------------------- | ------------------------------------------- |
| 2019 |                                  | Canción promocional de "Only Cloud Knows"          |                                             |
| 2019 | 岁月                             | Interpretación en los "32nd Golden Rooster Awards" | junto a Zhou Dongyu, Ouyang Nana y Roy Wang |
| 2017 | Those Flowers (那些花兒)         | OST de "Youth"                                     |                                             |
| 2017 | Mayfly (蜉蝣)                    | OST de "Youth"                                     |                                             |
| 2016 | Running Snail (奔跑的蜗牛)       | OST de "The Interpreter"                           |                                             |
| 2016 | Dumb (蠢)                        | OST de "Hunter"                                    |                                             |
| 2015 | Do You Hear Me? (你有没有听到我) | -                                                  |                                             |
| 2013 | I Don't Want Anymore (不要了)    | OST de "Love is not for Sale"                      |                                             |

### Otras canciones
| Año  | Título                            | Álbum                                                  | Notas |
| ---- | --------------------------------- | ------------------------------------------------------ | --- |
| 2020 | Believe That Love Will Win        |                                                        | junto a otros artistas - (versión en cantonés) (canción de apoyo para las personas que está luchando contra el coronavirus) |
| 2020 | Love’s Bridge                     |                                                        | junto a otros artistas - (canción de apoyo para las personas que está luchando contra el coronavirus)                       |
| 2020 | Let the World Be Filled With Love | Lanzado por China Federation of Literary & Art Circles | (Canción para apoyar a quienes luchan contra el coronavirus) - junto a otros artistas                                       |

## Beneficencia
En abril del 2020 participó junto a los actores Zheng Shuang, Wei Daxun y la modelo Liu Wen, en la promoción de las camisetas de flor de cerezo "LOVE CREATES" de Dazzle Fashion, cuyos ingresos serán donados a la Facultad de Medicina y Odontología de la Universidad de Wuhan (inglés: "Wuhan University’s Faculty of Medicine & Dentistry").

## Premios y nominaciones
| Año  | Categoría                       | Premio                                             | Trabajo                               | Resultado |
| ---- | ------------------------------- | -------------------------------------------------- | ------------------------------------- | --------- |
| 2019 | Society Award                   | 17th Chinese Film Society of Performing Arts Award | Legend of the Demon Cat               | Ganó      |
| 2018 | Best Actor (Ancient Drama)      | 24th Huading Award                                 | Tribes and Empires: Storm of Prophecy | Nominado  |
| 2018 | Best Actor                      | 23rd Huading Award                                 | Tribes and Empires: Storm of Prophecy | Nominado  |
| 2018 | Best Actor                      | 9th China Film Director's Guild Award              | Youth                                 | Nominado  |
| 2017 | Best Actor                      | 9th Macau International Movie Festival             | Youth                                 | Nominado  |
| 2017 | Best Action Movie New Performer | 3rd Jackie Chan Action Movie Award                 | Extraordinary Mission                 | Ganó      |
| 2017 | Best Actor                      | 22nd Huading Award                                 | The Interpreter                       | Nominado  |
| 2016 | Talented Actor Award            | 8th China TV Drama Award                           | The Interpreter                       | Ganó      |
| 2016 | Best Actor                      | 3rd Hengdian Film and TV Festival of China         | The Imperial Doctress                 | Ganó      |
| 2015 | Best New Actor                  | 10th Chinese Young Generation Film Forum Award     | Blind Massage                         | Ganó      |
| 2015 | Most Anticipated Performance    | 15th Chinese Film Media Award                      | Blind Massage                         | Nominado  |
| 2015 | Best Actor                      | 22nd Beijing College Student Film Festival         | Blind Massage                         | Nominado  |
| 2015 | Best Actor                      | 6th China Film Director's Guild Award              | Blind Massage                         | Nominado  |
| 2015 | Best Supporting Actor           | 21st Shanghai Television Festival                  | Red Sorghum                           | Nominado  |
| 2014 | Rising Actor Award              | 6th China TV Drama Award                           | -                                     | Ganó      |